# Смирнов Андрій Кирилович
Андрі́й Кири́лович Смирно́в (рос. Андрей Кириллович Смирнов; 15 (27) серпня 1895 — 8 жовтня 1941) — радянський військовий діяч, генерал-лейтенант (1940).

## Біографія
Народився 15 (27) серпня 1895 року в місті Санкт-Петербурзі. Росіянин.
У 1916 році закінчив Володимирське військове училище. Учасник Першої світової війни, командував ротою, поручик.
У 1918 році вступив до лав РСЧА. Брав участь у Громадянській війні в Росії, командував батальйоном. Після закінчення у 1922 році Вищих академічних курсів з серпня того ж року командував 168-м стрілецьким полком. З серпня 1923 року — командир 58-го стрілецького полку. У жовтні того ж року призначений помічником командира 56-ї Московської стрілецької дивізії. З січня 1924 року — помічник командира 10-ї Тамбовської стрілецької дивізії.
У 1925—1927 роках навчався на східному факультеті Військової академії імені Фрунзе. Член ВКП(б) з 1927 року.
З жовтня 1927 року — начальник 4-го відділу Штабу РСЧА.
Після закінчення в жовтні 1929 року Курсів удосконалення вищого командного складу РСЧА призначений помічником командира, а з листопада того ж року — командиром 4-ї Туркестанської стрілецької дивізії. З січня 1930 року — командир, а з серпня 1931 року — військовий комісар 12-ї стрілецької дивізії.
У червні 1936 року А. К. Смирнов призначений командиром і військовим комісаром 39-го стрілецького корпусу.
З липня 1937 року А. К. Смирнов — заступник командувача військами Приморської групи військ Окремої Червонопрапорної Далекосхідної армії.
У грудні 1938 року призначений начальником Курсів удосконалення командного складу (КУКС) «Постріл».
У вересні 1939 року призначений начальником Управління військово-навчальних закладів РСЧА.
1940 году А. К. Смирнову присвоєне військове звання «генерал-лейтенант».
26 липня 1940 року наказом НКО СРСР № 0036 генерал-лейтенант А. К. Смирнов призначений генерал-інспектором піхоти Червоної Армії, а 18 грудня того ж року наказом НКО СРСР № 556 А. К. Смирнов звільнений з посади генерал-інспектора піхоти у зв'язку з призначенням на посаду командувача військами Харківського військового округу.
З початком німецько-радянської війни на базі управління Харківського ВО створено управління 18-ї армії Південного фронту, а генерал-дейтенант А. К. Смирнов 26 червня 1941 року призначений командуючим 18-ю армією. Під його керівництвом війська армії брали участь у оборонних боях у Молдавії й Південній Україні.
8 жовтня 1941 року загинув у бою поблизу села Олексіївка, потрапивши в оточення разом з чималою групою військ. Похованій в індивідуальній могилі в селі Смирнове Куйбишевського району Запорізької області.

## Нагороди
Був нагороджений орденом Леніна, двома орденами Червоного Прапора, орденом Вітчизняної війни 1-го ступеня (посмертно) і медаллю «XX років РСЧА».

## Пам'ять
У червні 1946 року село Поповка Куйбишевського району Запорізької області перейменоване у село Смирнове, а Поповська сільська рада — у Смирновську сільську раду. Ім'я генерала було присвоєне місцевій школі.
У селищі міського типу Зельва (Гродненська область, Білорусь) ім'ям А. К. Смирнова названо вулицю. У шкільному музеї селища створено експозицію про військовика.